# Flugzeugführerabzeichen (Wehrmacht)

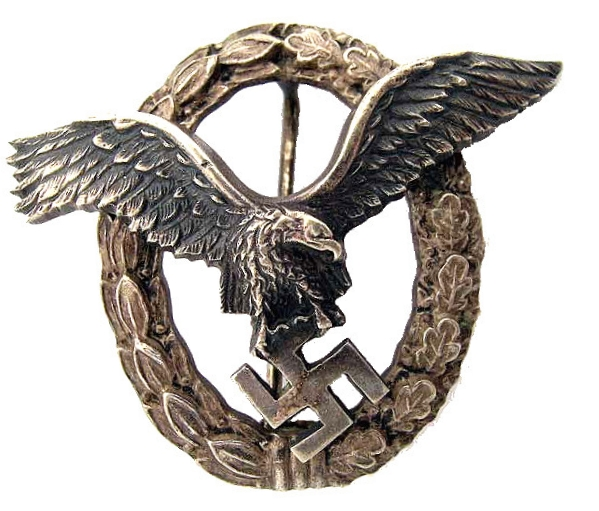
Flugzeugführerabzeichen

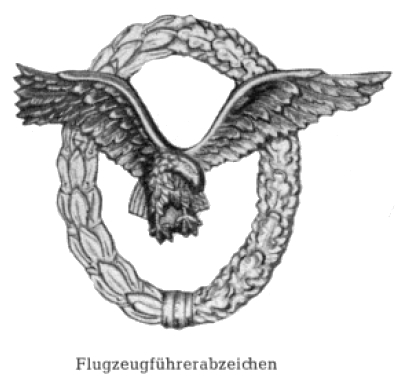
Flugzeugführerabzeichen in der 57er Version

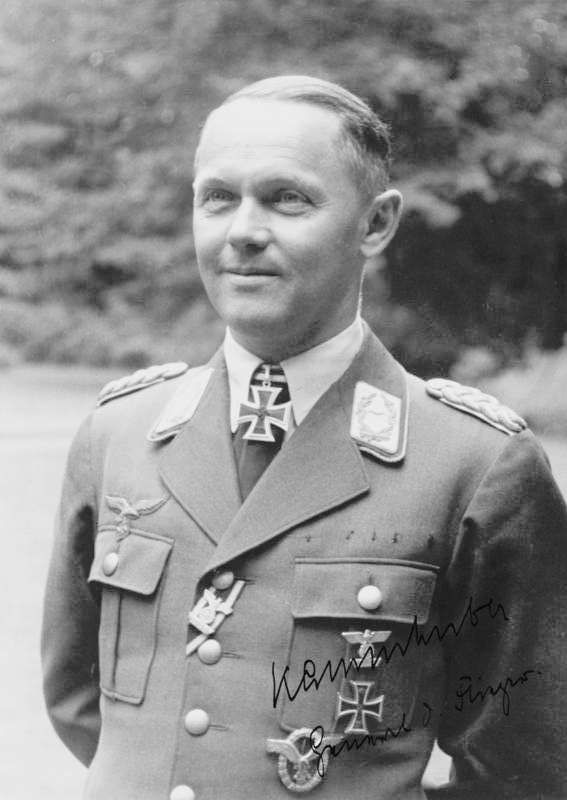
Josef Kammhuber; Trageweise des Flugzeugführerabzeichens (unter der linken Brusttasche)

Das Flugzeugführerabzeichen war ein Fliegerabzeichen der Luftwaffe der deutschen Wehrmacht, das am 14. März 1935 durch den Oberbefehlshaber der Luftwaffe, Hermann Göring, gestiftet wurde.
Das Abzeichen konnte nach dem erfolgreichen Abschluss der Flugzeugführer- und Waffenschule vergeben werden. Es wurde als Ausbildungsbestätigung an alle Piloten verliehen und ist somit keine Auszeichnung für militärische Leistungen.
Es konnte auch an Personen vergeben werden, die vor Erlass zum Piloten ausgebildet wurden, wenn sie als Flugzeugführer in der Luftwaffe dienten, außerdem nach dem Anschluss Österreichs 1938 ebenfalls an Angehörige der österreichischen Luftwaffe, die in die deutsche Luftwaffe übernommen wurden.
Laut Gesetz über Titel, Orden und Ehrenzeichen vom 26. Juli 1957 ist das Tragen des Abzeichens in der Bundesrepublik Deutschland nur ohne nationalsozialistische Embleme gestattet.